# Canadá en los Juegos Paralímpicos de Nagano 1998
Canadá estuvo representado en los Juegos Paralímpicos de Nagano 1998 por un total de 33 deportistas, 25 hombres y ocho mujeres.

## Medallistas
El equipo paralímpico canadiense obtuvo las siguientes medallas:
| Nombre | Deporte            | Evento                                 |
| --- | ------------------ | -------------------------------------- |
| Oro |                    |                                        |
| Daniel Wesley | Esquí alpino       | Supergigante LW11 masculino            |
| Plata |                    |                                        |
| Karolina Wisniewska | Esquí alpino       | Eslalon gigante LW3,4,5/7,6/8 femenino |
| Karolina Wisniewska | Esquí alpino       | Supergigante LW3,4,5/7,6/8 femenino    |
| Marilyn Winder | Esquí alpino       | Supergigante B1,3 femenino             |
| Stacy Kohut | Esquí alpino       | Eslalon LW11 masculino                 |
| Stacy Kohut | Esquí alpino       | Eslalon gigante LW11 masculino         |
| Stacy Kohut | Esquí alpino       | Supergigante LW11 masculino            |
| Colette Bourgonje | Esquí de fondo     | 2,5 km silla de esquí LW10-12 femenino |
| Colette Bourgonje | Esquí de fondo     | 5 km silla de esquí LW10-12 femenino   |
| Yves Carrier Dean Delaurier David Eamer Jamie Eddy Angelo Gavillucci Jean Labonté Daniel Labrie Robert Lagace Hervé Lord Warren Martin Shawn Matheson Dean Mellway Todd Nicholson Pierre Pichette Dany Verner | Hockey sobre hielo | Torneo masculino                       |
| Bronce |                    |                                        |
| Marilyn Winder | Esquí alpino       | Eslalon B1,3 femenino                  |
| Marilyn Winder | Esquí alpino       | Eslalon gigante B1,3 femenino          |
| Ramona Hoh | Esquí alpino       | Eslalon gigante LW3,4,5/7,6/8 femenino |
| Daniel Wesley | Esquí alpino       | Descenso LW11 masculino                |
| Mark Ludbrook | Esquí alpino       | Supergigante LW4 masculino             |